# Fangcheng (Nanyang)
Der Kreis Fangcheng (方城县; Pinyin: Fāngchéng Xiàn) ist ein Kreis in der chinesischen Provinz Henan. Er gehört zum Verwaltungsgebiet der bezirksfreien Stadt Nanyang. Fangcheng hat eine Fläche von 2.542 km² und zählt 847.900 Einwohner (Stand: Ende 2018).
Der Begriff "Fangcheng" selbst ist jedoch doppeldeutig. Er ist auch der Name des Stadtbezirks Fangcheng im autonomen Gebiet Guangxi der Volksrepublik China.